# ساندرو لوبوبولو
ساندرو لوبوبولو (بالإيطالية: Sandro Lopopolo)‏ (18 ديسمبر 1939 – 26 أبريل 2014) هو ملاكم إيطالي راحل، مثّل بلاده في الألعاب الأولمبية الصيفية 1960 وحقق الميدالية الفضية في فئة الوزن الخفيف.

## روابط خارجية
ساندرو لوبوبولو على موقع بوكس ريك (الإنجليزية) (registration required)
- ساندرو لوبوبولو على موقع أوليمبيديا (الإنجليزية)
- ساندرو لوبوبولو على موقع اللجنة الأولمبية الإيطالية (الإيطالية)